# Giovanni Battista Antonelli
Joan Baptista Antonelli (Giovanni Battista Antonelli) va ser un enginyer militar italià dins d'una saga familiar dedicada a l'enginyeria. Pertanyia a una família de tradició enginyera. Va néixer a Gatì (Emília-Romanya) -en italià, Gatteo di Romagna- el 1527 i va morir a Toledo el 1588. Joan Baptista Antonelli, va ser el primogènit de cinc fills del matrimoni entre Jeroni Antonelli i Lucrècia Scuire.
L'any 1554, Baptista havia participat en el setge de Siena, al costat del també italià Vespasiano I Gonzaga i de l'Emperador Carles V. Ell mateix es va oferir a la corona espanyola per integrar-se en els seus exèrcits un mínim de vint anys.
No hi ha gaire informació sobre les seves activitats a Itàlia, però es pot suposar que ja havia adquirit certa experiència en la planificació de les defenses i fortificacions quan va anar-se'n a treballar a la península Ibèrica el 1559. Un any després coneix el també enginyer militar Battista Calvi.
El 1568 el rei Felip II encomanà a Vespasià Gonzaga, qui es fa acompanyar d'Antonelli, la inspecció i projecte de construcció de les fortificacions del port de la ciutat de Cartagena, la costa del Regne de València i els ports africans d'Orà i Mers el-Kebir (Algèria).
Dins d'aquest projecte de fortificació de la costa ibèrica i africana, es construeixen una sèrie de torres de guaita costanera a les costes de Múrcia, Tarragona i el Regne de València i s'escomet la reconstrucció del castell de Santa Bàrbara a Alacant el 1562, la construcció del castell de Benidorm i la Torre de Guaita de Santa Faç a Alacant el 1575, les muralles que protegeixen Peníscola de l'accés terrestre (1578), el Pantà de Tibi (l'Alcoià) el 1580. Joan Baptista Antonelli també va treballar amb nebots i germans seus, també enginyers.
A partir de 1580, Antonelli es dedicà a l'estudi de la navegabilitat del riu Tajo entre Lisboa i Toledo, projecte que mai es va arribar a fer. És important no confondre Joan Baptista Antonelli amb el seu germà menor Baptista Antonelli que va realitzar nombroses obres de fortificació de les colònies espanyoles a Amèrica i amb el qual el seu germà Giovanni no sembla que tingués molt bones relacions, segons el seu testament del 1587.

## Producció científica
- Epitome delle fortificationi moderne di Giovan Batta Antonelli, dedicata “All’Ill.mo Sig.or Don Gio Manrique de Lara Clavero di Calatrava, Capitan Gn.le dell’Art:ria Mag.or domo et del Consig.o supremo di S.M.tà Catt.ca, Madrid, Fondo del Museo del Ejército, MDLX, n. inv. 44100. [Es tracta d’un manuscrit, datat el 1560, il·lustrat amb dibuixos a la tinta i aquarel·la en verd, blau, groc, ocre, etc.) compost de tres tractats dedicats a fortificacions modernes, artilleria i campaments, en els quals es té en compte també l'estudi del territori.][10]
- Relación verdadera de la navegación de los Ríos de España, propuesta y hecha poer Juan Bautista Antoneli de S.M. Católica, Biblioteca Nacional de Madrid, Ms. 18731(41). [Acompanya l'informe amb observacions sobre el rerepaís, sobre les desembocadures dels rius, sobre el comerç entre províncies, sobre les mercaderies importades, sobre el desenvolupament de l'agricultura, sobre l'ús del bestiar, etc.][11]
- Epitome del Trattato dell’Artiglieria (març 1561)[10]

## Galeria

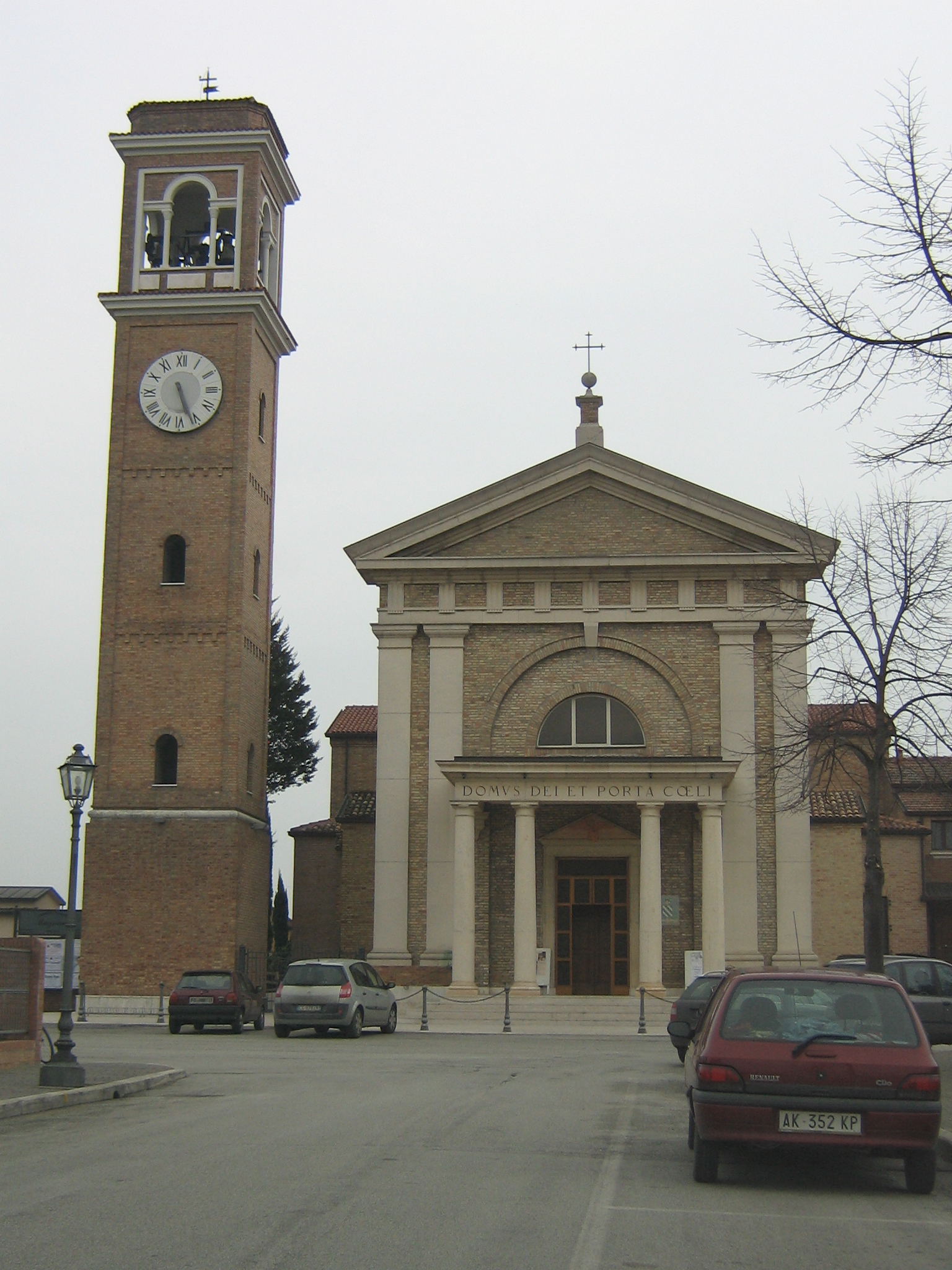
Església de Sant Miquel de Gatì, lloc de naixement de JBA.
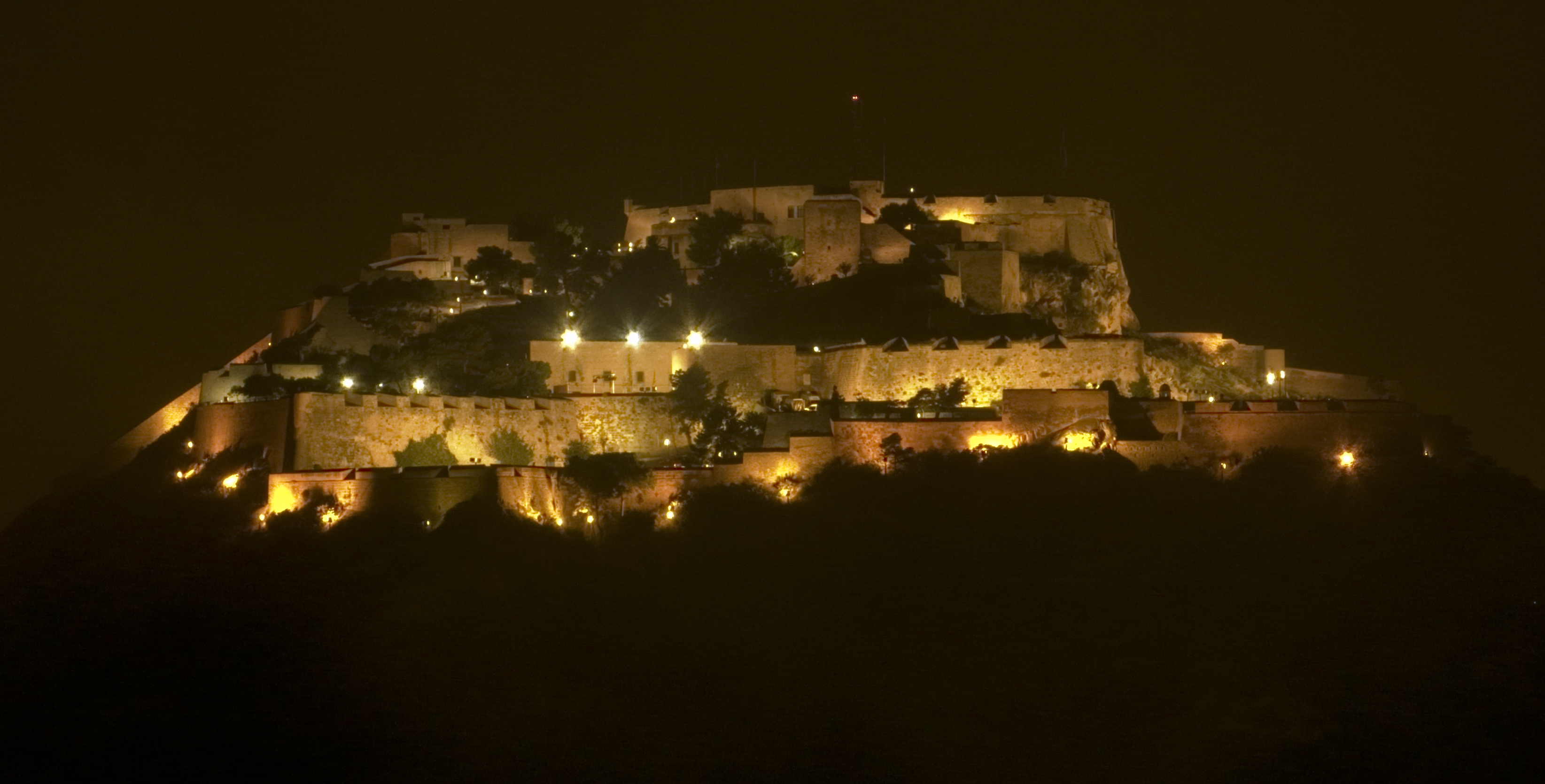
Castell de Santa Bàrbara -Alacant-
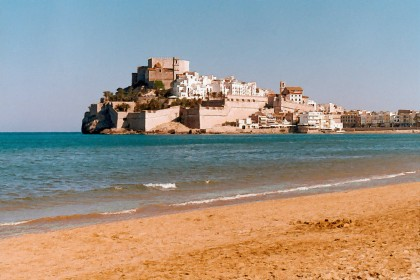
Castell de Peníscola.
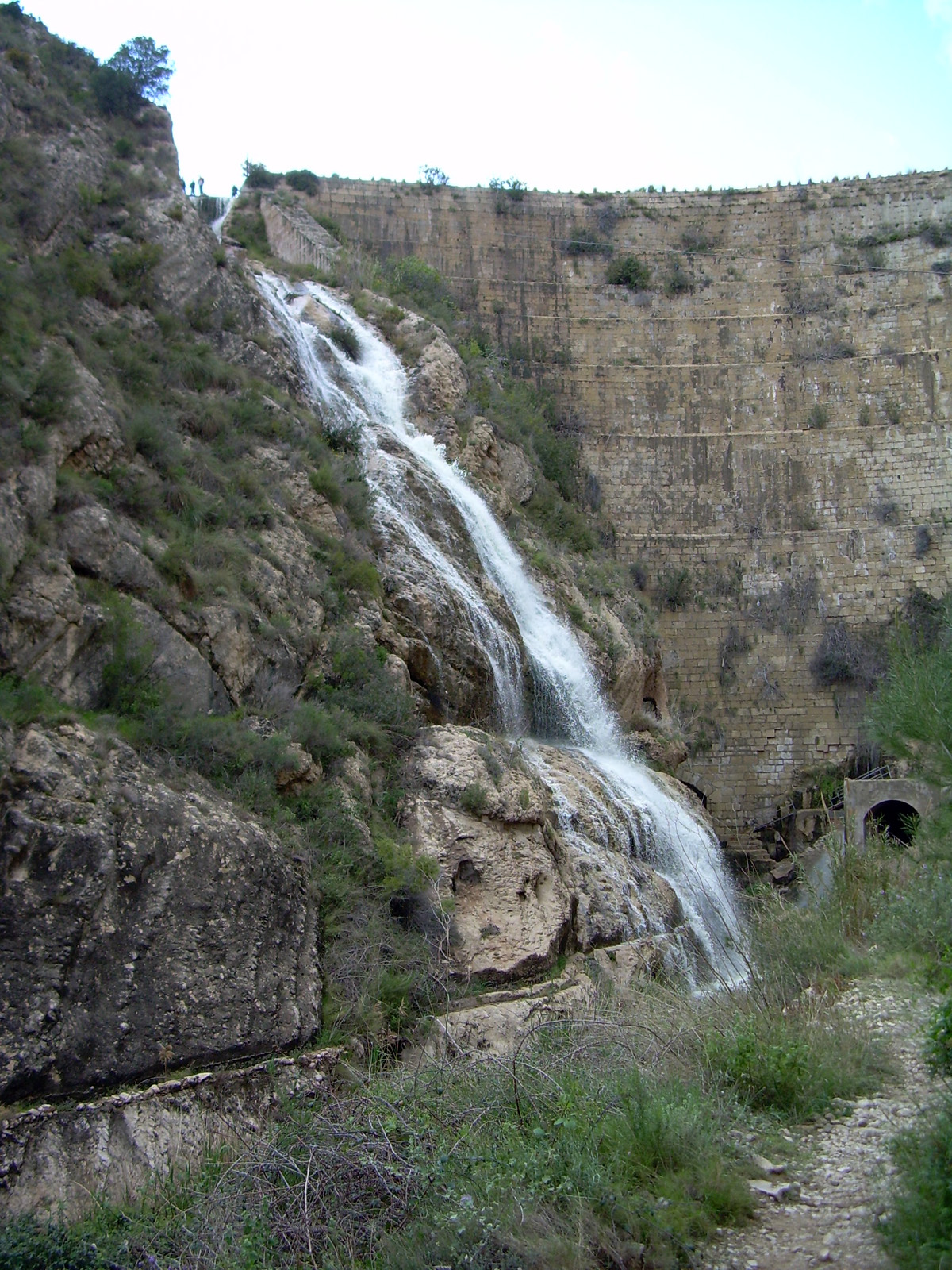
Presa de Tibi -Alacantí-
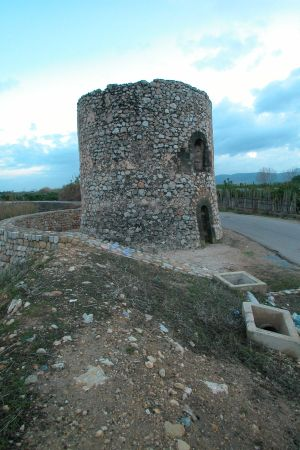
Torre de Guaita de Xeraco -Safor-
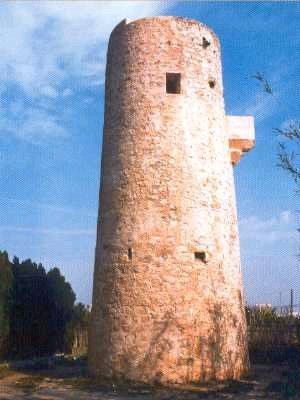
Torre de Guaita de Tavernes de la Valldigna -Safor-
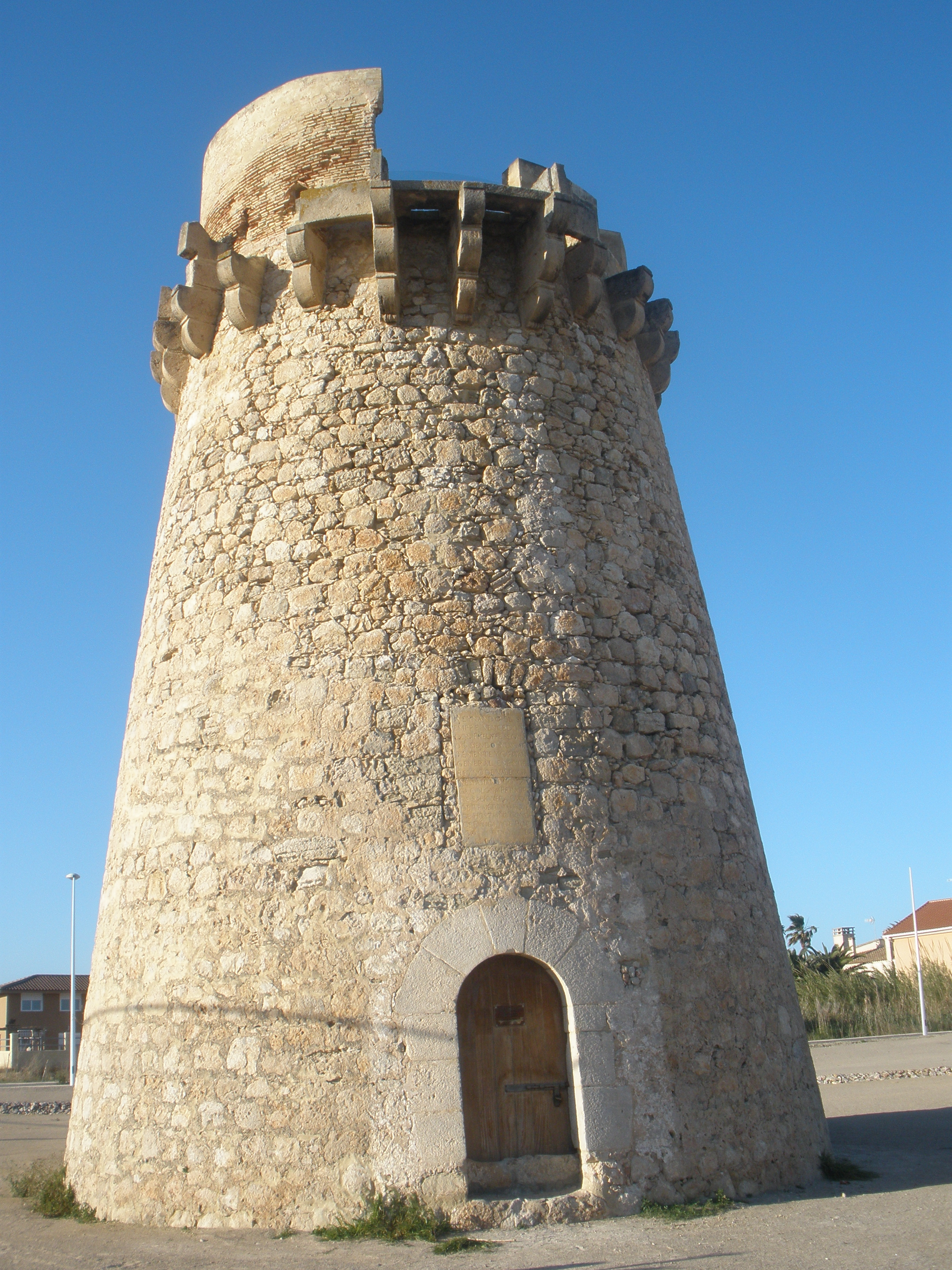
Torre del Marenyet de Cullera (Ribera Baixa)
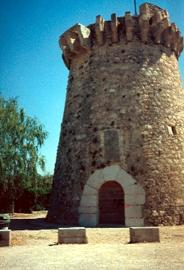
Torre de guaita de Piles, Safor.
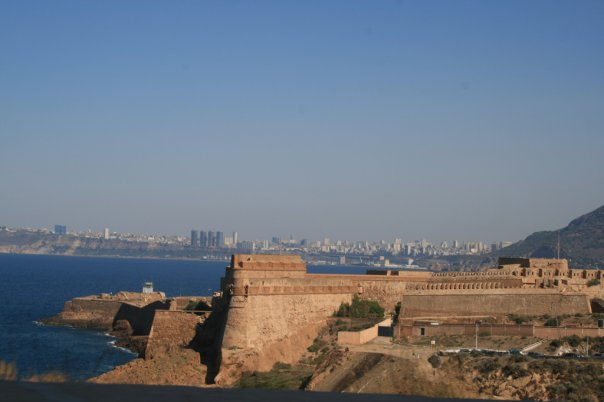
Fortificació de Sant Andreu, Mers el-Kebir, Algèria.
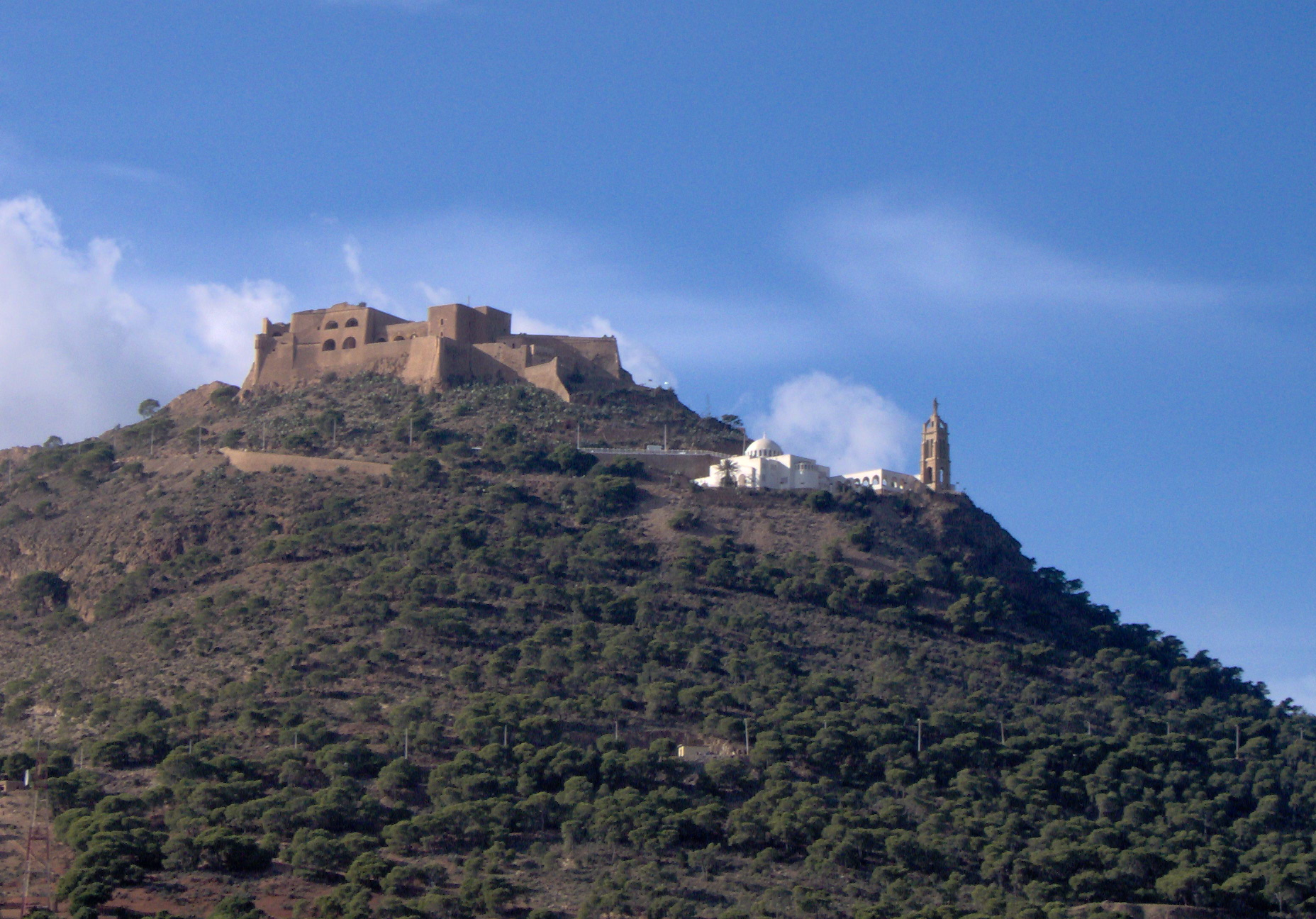
Fortificació de la Santa Creu, Orà, Algèria.